# Oguri Mushitarō

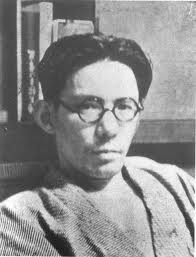
Oguri Mushitarō

Oguri Mushitarō (japanisch 小栗 虫太郎, Vorname eigentlich Eijirō; geboren 14. März 1901 in Tokio; gestorben 10. Februar 1946 ebenda) war ein japanischer Schriftsteller, bekannt durch seine Kriminalromane.

## Leben und Wirken

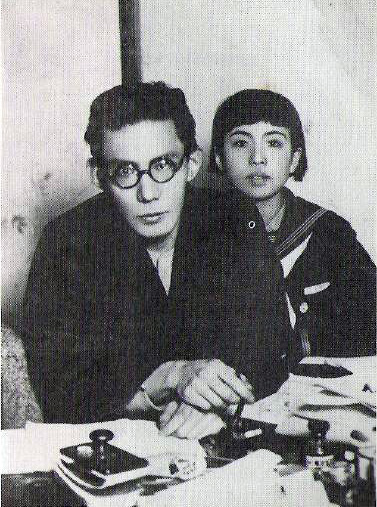
Oguri mit Tochter

Oguri Mushitarō schloss 1918 die „Keika Junior High School“ (京華中学校) ab und begann in der Firma „Higuchi Denki Shōkai“ (樋口電気商会) zu arbeiten. 1920 heiratete er. Im September 1922 gründete er mit dem Vermögen seines verstorbenen Vaters die Druckerei Shikaidō (四海堂). In den vier Jahren bis zur Schließung interessierte er sich für Kriminalromane und schrieb Kurzgeschichten. Danach war er bis zu seinem Debüt als Schriftsteller sechs Jahre lang arbeitslos und überlebte durch den Verkauf der von seinem verstorbenen Vater gesammelten Antiquitäten.
1933 wurde Oguri in der Welt der Kriminalgeschichten sehr bekannt, als er das „Perfekte Verbrechen“ zum Thema machte: Mord in verschlossenen Räumen, das er in dem Magazin „Shin Seinen“ (新青年) – „Neue Jugend“ veröffentlichte. Im selben Jahr veröffentlichte er „Sei Arekisei jiin no sangeki“ (聖アレキセイ寺院の惨劇) – „Tragödie im Tempel von St. Alexei“ und im folgenden Jahr „Yumedono satsujin jiken“ (夢殿殺人事件) – „Mordfall in der Yumedono“. 1935 veröffentlichte er den kriminalpsychologischen Roman „Shiro Ari“ (白蟻) – „Die Unglückshafte“, 1936 den bizarren Roman „The 20th Century Iron Mask“ (二十世紀鉄仮面) – „Die Eisenmaske aus dem 20. Jahrhundert“. S. S. Van Dines Tricks und Superlogik wurden verwendet, um den Höhepunkt seines Stils in „Kokushikan satsujin jiken“ (黒死館殺人事件) – „Mordfall in der Schwarzen Todeshalle“ (1934) zu erreichen.
Oguri erkrankte und starb im Alter von 45 Jahren.